# Deprywacja snu
Deprywacja snu – czyli jego niedobór, którego konsekwencjami są zaburzenia funkcji poznawczych, rozdrażnienie i ogólny spadek sił witalnych. Zbyt mała ilość snu może być także przyczyną nadwagi, nadmiernego pobudzenia lub cukrzycy, a nawet prowadzić do śmierci w ekstremalnych przypadkach. Do innych potencjalnych skutków należy zaliczyć depresję, niską samoocenę społeczną oraz choroby nowotworowe.
Grupa naukowców z Uniwersytetu w Warwick oraz University College of London dowiodła, dając na to wiele argumentów, iż brak snu może więcej niż dwukrotnie zwiększyć ryzyko śmierci na skutek chorób serca. Dodatkowo dowiedziono, że już po 18 godzinach deprywacji snu organizm człowieka zachowuje się podobnie, jak w stanie upojenia alkoholowego.
Czasem powtarzana 2–3 razy w tygodniu deprywacja snu jest zalecana pacjentom z ciężką depresją, jej efekty antydepresyjne nie są długotrwałe, ale można wdrożyć odpowiedni harmonogram.
Udokumentowany rekord deprywacji snu należy do Randy’ego Gardnera, siedemnastolatka z Kalifornii, który bez stosowania jakichkolwiek stymulantów nie spał (intencjonalnie pozostał bez snu) przez 264 godziny – 11 dób (rok 1964).